# 린쿠 프리미엄 아웃렛

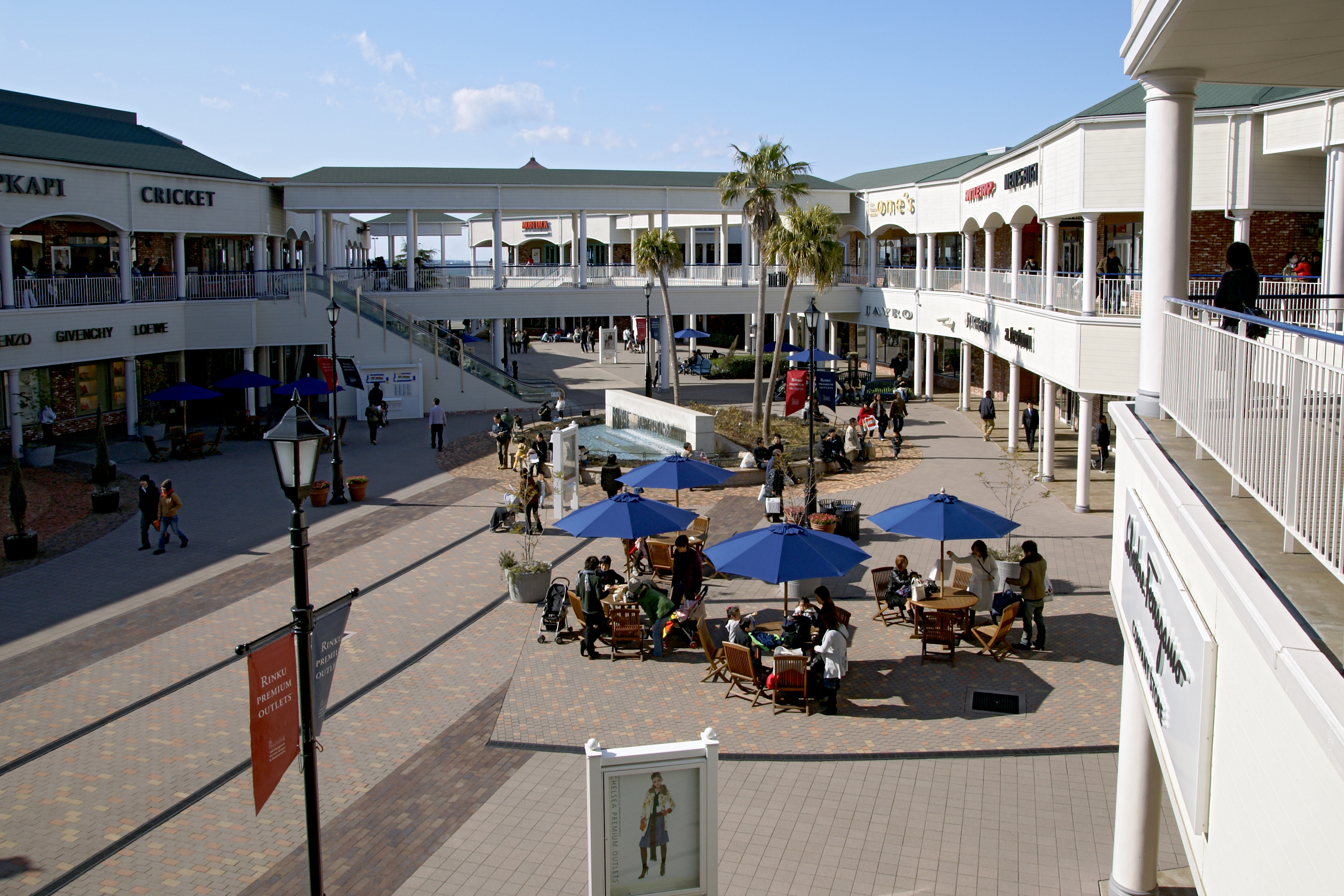
린쿠 프리미엄 아웃렛

린쿠 프리미엄 아웃렛(일본어: りんくうプレミアム・アウトレット 린쿠 푸레미아무 아우토렛토[*], 영어: Rinku Premium Outlets)은 일본 오사카부 이즈미사노시에 소재하고 있는 아울렛 몰이다. 2000년 11월 정식으로 개업하였다. 미쓰비시 지소 그룹의 미쓰비시 지소 사이먼이 운영한다.

## 개요
간사이 국제 공항 맞은 편에 있는 린쿠타운 일각에 있다. 외관은 사우스캐롤라이나주의 찰스턴을 벤치마킹하여 건설되었다. 2002년 3월에 제2기 증설, 2004년 12월 제3기 증설, 2012년 7월 제4기 증설이 이루어졌다.